# 盆骨缘
盆骨缘，在解剖学中指腰骶角到耻骨联合处的部分，即盆骨入口的边缘。

## 外部参考
- Muscles of the pelvis（盆骨部位的肌肉）[永久]